# 杨滨 (1913年)
杨滨（1913年—1990年12月29日），原名杨重，贵州省安龙县龙广镇（今黔西南州义龙新区）柘仑村布依族。中国人民解放军开国大校。福建省军区副司令员。

## 生平
赤贫家庭，三岁丧父，母亲改嫁，五、六岁起就开始做杂活，上山打柴放牛。1929年参加国民革命军第四十三军旅长贺锡恒部。1931年考人云南讲武堂军士，1932年修业届满被分到滇军补充团韩凤楼三大队当实习班长。1932年底入龙云的军官训练队受训两年。1935年毕业留校任工兵见习分队长兼军事体育器械操教官。1935年9月由黄埔八期毕业的中共云南临时工作委员会费炳介绍加入中国共产党。1937年初被选送到南京工兵学校进修，7月中旬结业回到昆明。
1937年参加第六十军184师副官处工作，出征抗日。1938年6月第184师在黄陂集结收容整补时组建工兵营，任工兵营第2连连长。1939年新三军军长张冲被撤职，统战身份的周时英等地下党撤离第六十军，留下尚未公开活动的杨重、张子斋、张士明、宁坚、王立中、黄致平、杨永新、林永顺等，由杨重任地下党支部书记。1940年10月，随第六十军由江西移防文山，任工兵营副营长。1943年初调任补充团1营营长，在宜良可保村负责新兵接收和训练。1944年下半年任军直骑兵搜索营营长，把云南大学和西南联合大学进步学生孙公达、陆飞、王立中、赵雄等人安排到该营工作后安插到六十军各要害岗位。1945年8月第六十军赴越南受降，骑兵搜索营撤销，杨滨任军部副官长兼特务营营长，负责领导第六十军中的地下党组织。
1946年夏季，六十军重新组建第184师时，曾泽生派杨重抽调部分营、连、排军官组成补充团，由杨重任团长，到沈阳接收新兵。1946年6月中旬，朱德从延安中央党校派遣的刘浩到抚顺第六十军的驻地，找到了杨重和王立中，接上了组织关系，并把杨重和王立中的组织关系从南方局转到东北局。杨重给刘浩安排了副官处少校军需的掩护身份。1947年2月，由于老长官张冲投共在哈尔滨发表了广播讲话，9月初在沟帮子镇任第三次组建的184师551团团长的杨重被勒令回昆明带新兵。东北局指示其转移到解放区，由孙公达接任六十军地下党支部书记。1948年1月，到东北军区政治部前方办事处任副主任，从事六十军策反工作，分管六十军地下党员联系工作，并改名为杨滨。1949年1月3日，起义的六十军改编为中国人民解放军第五十军，杨滨任第148师第442团团长。1950年10月入朝参战，任第150师参谋长。1955年4月随军回国任副师长。1962年11月，被授予大校军衔。1958年11月至1969年8月任福州军区工程兵副主任，参与指挥闽江、乌龙江两座大桥和龙坎铁路建设。1969年12月至1973年10月任福建生产建设兵团参谋长。1973年10月至1974年12月任福建生产建设兵团副司令员。1975年9月至1978年5月任福建省军区副司令员、顾问。正军级离休。
曾荣获三级八一勋章、二级独立自由勋章、二级解放勋章、二级红星功勋荣誉章等。

## 家人
妻子李静梧 